# Duguetia antioquensis
Duguetia antioquensis là loài thực vật có hoa thuộc họ Na. Loài này được H.León & Maas mô tả khoa học đầu tiên năm 1988.